# Josef Ettenreich

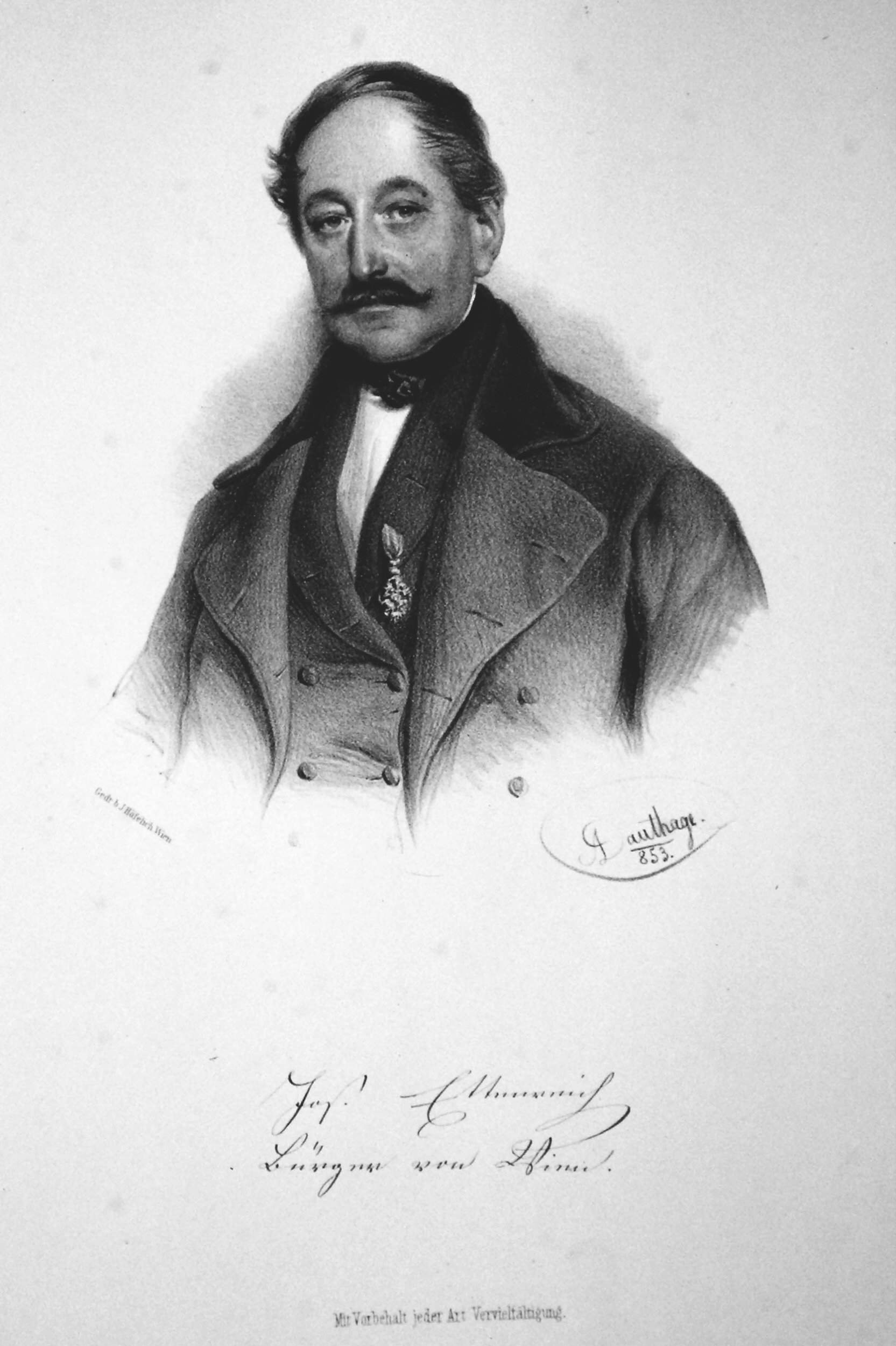
Josef Ettenreich, Lithographie von Adolf Dauthage, 1853

Josef Christian Ettenreich, seit 1853 Ritter von Ettenreich (* 25. August 1800 in Wien-Neubau; † 4. Februar 1875 in Wien) war ein Wiener Bürger und Fleischhauer, der entscheidend an der Vereitelung des Messerattentats auf Kaiser Franz Joseph I. beteiligt war.

## Leben und Attentat

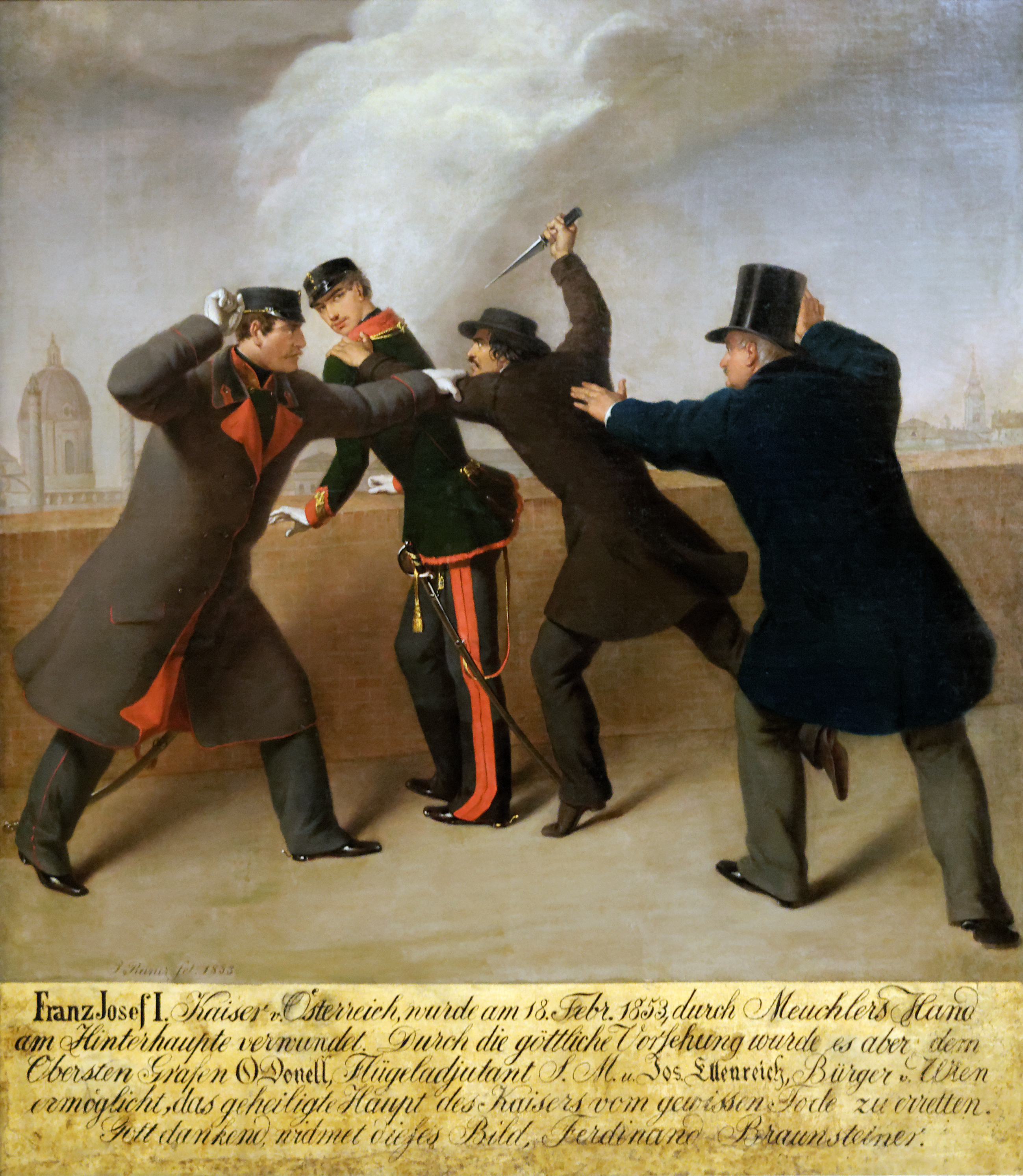
Attentat auf Kaiser Franz Joseph I., rechts Josef Ettenreich

Mosaiktafel in der Ettenreichgasse in Wien-Favoriten

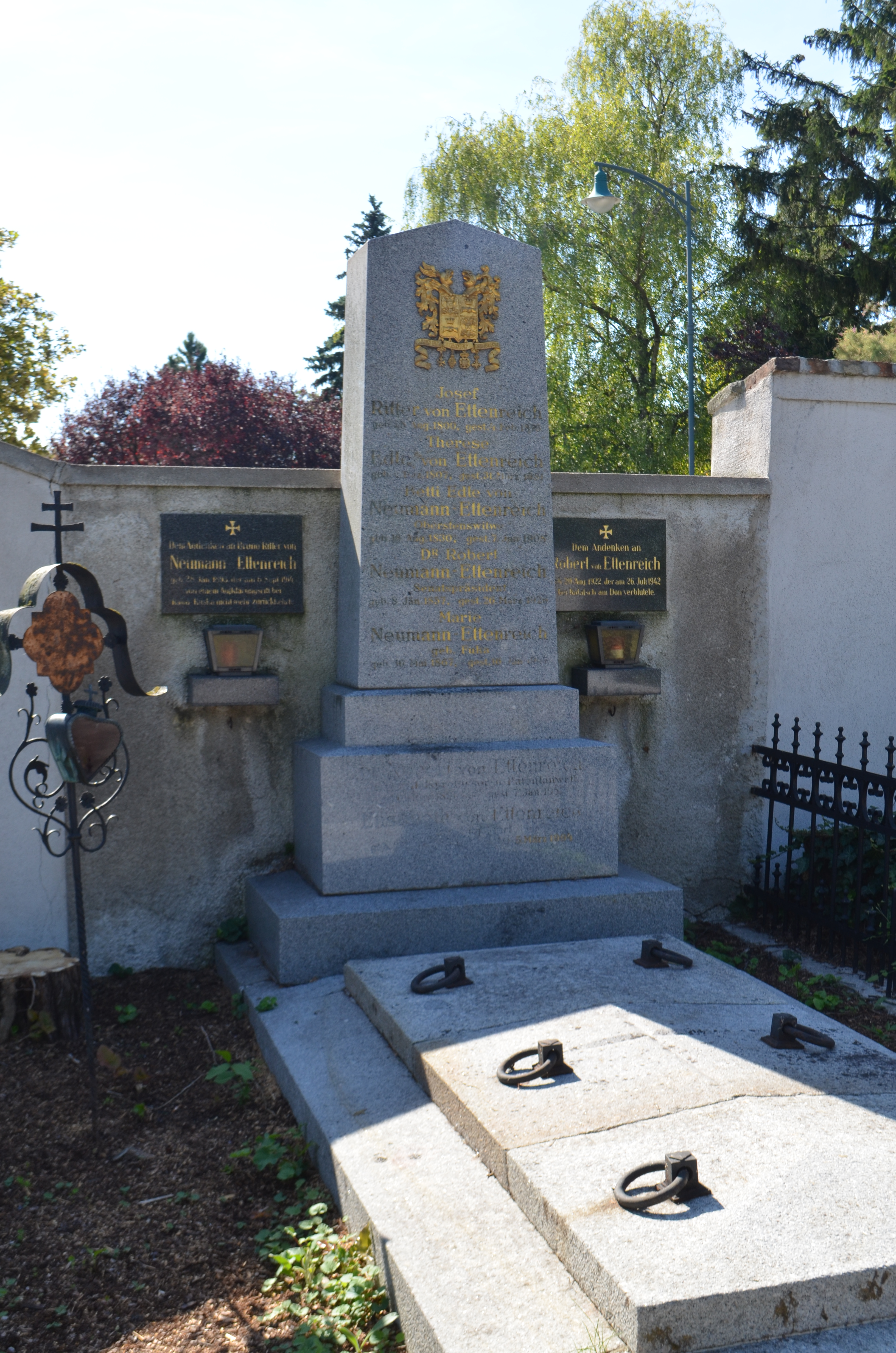
Grab auf dem Helenenfriedhof

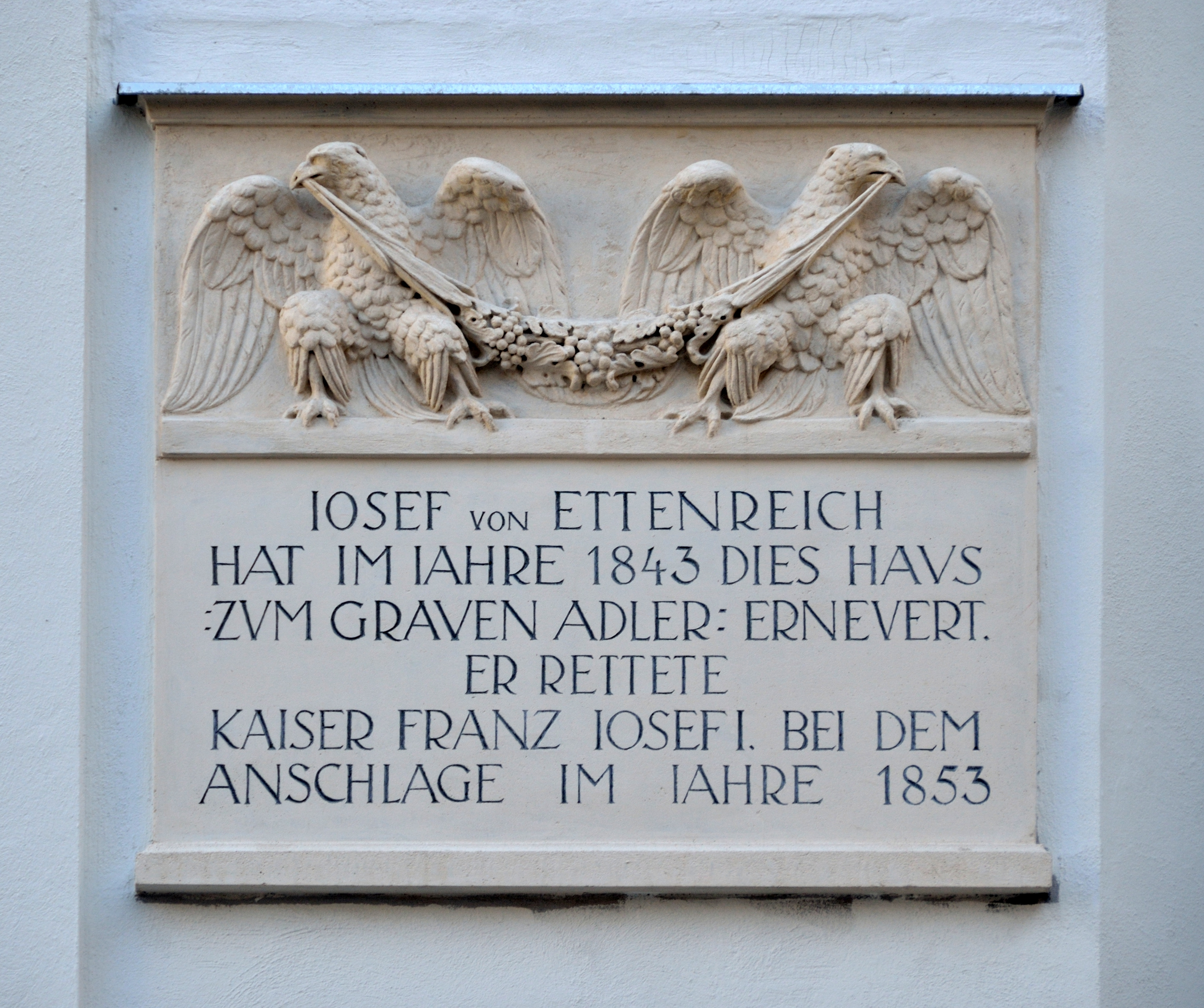
Gedenktafel mit Inschrift zum Gedächtnis an Ettenreich, Margaretenstraße 9, Wien-Wieden

Josef Ettenreich war der Sohn eines gleichnamigen Gastwirts. Er wurde erst Fleischhauer (Metzger) und handelte später mit Hafer, womit er reich wurde. 1845 zog er sich ins Privatleben zurück. Am 18. Februar 1853 machte er, wie es seine Gewohnheit war, einen Spaziergang zur Kärntnertor-Bastei. Dabei wurde er Zeuge, wie der Schneidergeselle János Libényi versuchte, den Kaiser zu erstechen. Ettenreich griff energisch ein und konnte zusammen mit Oberst Maximilian Graf O’Donnell, der den Kaiser begleitete, das Attentat abwehren.
Zum Dank dafür überreichte ihm der Kaiser am 20. Februar persönlich den Franz-Joseph-Orden. Am 25. Februar hat er zudem die große goldene Salvatormedaille der Stadt Wien bekommen. Am 23. April 1853 erfolgte die Nobilitierung zum „Ritter von Ettenreich“. Später wurde Ettenreich zum Direktor der Ersten Österreichischen Spar-Casse gewählt.
Begraben ist Ettenreich auf dem Helenenfriedhof in Baden bei Wien.

## Nachkommen
Ettenreichs einziges Kind, seine Tochter Barbara (* 18. Jänner 1830 in Wien; † 7. Jänner 1908 ebenda) heiratete am 18. April 1854 Robert Neumann von Spallart (* 4. Juli 1825 in Wien; † 6. Juli 1880 ebenda), auf den mit kaiserlicher Genehmigung Ettenreichs Ritterstand übertragen worden war. Dadurch entstand das Adelsgeschlecht Ritter Neumann-Ettenreich von Spallart.
Josef Ettenreichs Enkel, Robert Neumann-Ettenreich, ständiger Berichterstatter des österreichischen Verfassungsgerichtshofes, verstarb, im 69. Lebensjahr, am 27. März 1926 in Wien. Dessen Sohn war der Physiker, Radiopionier und Erfinder Robert Ettenreich (1892–1951). Er war mit Elisabeth (Liesi) geb. Engelhart, Tochter des bekannten Wiener Malers, Bildhauers und Mitbegründers der Secession Josef Engelhart, verheiratet. Seine Ur-ur-Enkelin war die Musikprofessorin, Journalistin und Politikerin Nora Hiltl.

## Benennungen
An die Vereitelung des Attentats erinnert heute die Votivkirche in Wien, nach Josef Ritter von Ettenreich wurde die Ettenreichgasse im 10. Wiener Gemeindebezirk (Favoriten) benannt. Um 1970 wurde in die Fassade des Wohnhauses Ettenreichgasse 22 ein Mosaik mit dem Bild Josef Ettenreichs und einer Kurzfassung seiner Rettungstat eingelassen.